# NGC 7822
NGC 7822 is een H-II-gebied in het sterrenbeeld Cepheus. Het hemelobject werd op 16 november 1829 ontdekt door de Britse astronoom John Herschel.

## HD 1
HD 1, de eerste ster in de omvangrijke sterrencatalogus van Henry Draper, bevindt zich in het nevelcomplex NGC 7822, op 0:05:08.84 / +67°50'24.0".

## Synoniemen
- LBN 583
- CED 214A